# أميل نحوك (قصيدة)
أميل نحوك (أو حديثٌ لابن عباسِ) قصيدة غزلية للشاعر السعودي جاسم الصحيح، كتبها في يونيو 2010م. نشرها في ديوان «كي لا يميل الكوكب»، ثم أعاد نشرها في المجلد الأول من أعماله الشعرية.

## موضوع القصيدة
قصيدة غزلية تتألف من 26 بيتاً، أبرزها البيت القائل:

## روابط خارجية
- كلُّ النساءِ أحاديثٌ بلا سَنَدٍ.. وأنتِ حديثٌ لابنِ عبَّاسِ - الشاعر جاسم الصحيّح